# Zagrebačke mažoretkinje
Zagrebačke mažoretkinje najveći su i najnagrađivaniji mažoret sastav u Europi. Zagrebačke mažoretkinje osnovane su u kolovozu 1993. godine, a prvi nastup su održale 8. prosinca 1993. godine u Koncertnoj dvorani Vatroslav Lisinski. Od osnutka održale su preko 4000 nastupa u Hrvatskoj, većini europskih zemalja te u Sjevernoj Americi i Aziji. Zagrebačke mažoretkinje su jedan od simbola Grada Zagreba. Gradonačelnik grada Zagreba Milan Bandić prozvao ih je “najboljim ambasadoricama Zagreba”, a Zagrebačka turistička zajednica “jedinim živućim suvenirom grada”. Od 2012. godine su čuvarice ključeva grada Zagreba.
Godišnje imaju oko 150 nastupa, a 15. rujna 2016. godine proslavile su 4000. nastup na Trgu bana Jelačića uz prigodan program. Za GNK Dinamo nastupaju od 1. lipnja 1994. godine te su 28. listopada 2017. godine nastupile 500. put na Maksimirskom stadionu na utakmici između GNK Dinama i HNK Rijeke te im je uručen dres s brojem 500 nakon posebne koreografije prije početka utakmice.
Osvojile su titulu prvakinja Hrvatske 21 put te prvakinja Europe 17 puta. U timu je više od 600 aktivnih mažoretkinja raspoređenih u 3 dobna razreda, a više od 5000 mažoretkinja bilo je dio tima od osnutka 1993. godine. Imaju više od 2500 sati treninga godišnje. Članice su Europskog mažoret saveza (EMA - European Majorette Association) i Hrvatskog mažoret saveza (HMS).

## Povijest
Zagrebačke mažoretkinje osnovane su u kolovozu 1993. Prve audicije za članice održane su od 6. do 11. listopada 1993. u Zagrebu, Velikoj Gorici, Sesvetama i Zaprešiću. Prvi trening održan je 18. listopada 1993. u dvorani August Cesarec (današnji Teatar Exit). Njihov prvi nastup bio je 8. prosinca 1993. na Zagrebfestu u Koncertnoj dvorani Vatroslava Lisinskog. Prva televizijska izvedba bila je 29. prosinca 1993. za epizodu emisije Turbo Limach Show, zabavne natjecateljske emisije za djecu, na HTV-u. Prvi humanitarni nastup održale su 31. prosinca 1993. godine za projekt Hrvatske televizije „Dobro je činiti dobro“. Njihov prvi veliki nastup bio je za “Made in Croatia” (emisija Ljudevita Grgurića) u Domu sportova 27. siječnja 1994. s poznatom hrvatskom pjevačicom Doris Dragović. Prvi nastup izvan Zagreba bio je 19. ožujka 1994. u Opatiji na godišnjoj nagradi Porin i Hrvatskom televizijskom festivalu (danas pod nazivom Dora). 
Prvi nogometni nastup bio je 1. lipnja 1994. godine na finalu Hrvatskog nogometnog kupa između NK Croatia (danas GNK Dinamo) i HNK Rijeke. Njihov prvi nastup za Hrvatski nogometni savez bio je 4. lipnja 1994. na međunarodnoj prijateljskoj utakmici Hrvatske i Argentine. Od tada su Zagrebačke mažoretkinje nastupile više od 1000 puta za GNK Dinamo i Hrvatski nogometni savez. Nastupale su na koncertu "Oliver i Gibonni in live - Cesarica" održanom 14. lipnja 1994. godine na Maksimirskom stadionu. Prvi puta sudjelovale su na otvorenju Jesenskog međunarodni zagrebačkog velesajma 13. rujna 1994. godine.
Prvi međunarodni nastup održale su u Klagenfurtu u Austriji 13. svibnja 1995. godine. Zagrebačke mažoretkinje su 30. svibnja 1995. predvodile 1. svečani mimohod oružanih snaga Republike Hrvatske održan na Jarunu. Zagrebačke mažoretkinje su sudjelovale u cijelom putu Vlaka slobode od Zagreba do Knina i Splita 26. kolovoza 1995. godine, zajedno sa svim čelnicima Hrvatske.
Na Venecijanskom karnevalu su prvi puta nastupale 17. veljače 1996. godine. 
Prvi puta su postale prvakinje Hrvatske u mažoret-plesu 8. lipnja 1997. na Državnom prvenstvu u Pakoštanima.
Zagrebačke mažoretkinje dočekale su hrvatsku nogometnu reprezentaciju na Svjetskom nogometnom prvenstvu u Francuskoj u Epinalu 8. lipnja 1998. godine. Sudjelovale su i u dočeku reprezentacije po povratku u Hrvatsku s brončanom medaljom. Nastupale su na koncertu Rolling Stonesa 20. kolovoza 1998. godine na zagrebačkom Hipodromu.
Prva inozemna turneja bila je organizirana od 2. do 4. listopada 1998. godine u Lyonu i Montbrisonu u Francuskoj. Od tada Zagrebačke mažoretkinje su održale više od 340 inozemnih nastupa u 24 zemlje Amerike, Europe i Azije. 
U kolovozu 1999. godine, Zagrebačke mažoretkinje odradile su preko 10 000 sati na otvorenju i svim borilištima 2. svjetskih vojnih igara. Prvi puta su postale prvakinje Europe u mažoret-plesu 26. rujna 1999. godine na Europskom prvenstvo mažoretkinja. U listopadu i studenom 1999. sudjelovale su u Matiz Road Showu, prvom od nekoliko road showova za Daewoo, Toyotu i Suzuki. Zagrebačke mažoretkinje su 20. rujna 2000. godine snimale za popularni film „Blagajnica hoće ići na more“, prvijenac redatelja Dalibora Matanića.
Od 6. do 13. veljače 2001. godine bile su na prvoj turneji izvan Europe, na Martiniku u Središnjoj Americi. 
Prvu vlastitu predstavu, mažoret-bajku „Carstvo začaranog štapa“ izvele su 20. ožujka 2005. godine. Od tada svakog ožujka izvode novi nastavak ove bajke u nazočnosti nekoliko stotina gledatelja. Nastupale su na velikom koncertu Bijelog Dugmeta 22. lipnja 2005. godine na stadionu Maksimir kojeg je pratilo 70.000 gledatelja. Nastupale su na povijesnom otvaranju autoputa Zagreb-Split 26. lipnja 2005. godine. 
U siječnju 2008. godine radile su na UEFA Kongresu održanom u Zagrebu. 
Zagrebačke mažoretkinje su radile protokol i ceremonijal na više od 100 svjetskih i europskih prvenstava različitih sportova, no najveće je bilo Svjetsko rukometno prvenstvo u Hrvatskoj u siječnju 2009. godine. S Akro grupom Hrvatskog ratnog zrakoplovstva, Krilima Oluje, nastupale su na AirPower Zeltewe Air Showu 26. i 27. lipnja 2009. godine.
Od 26. lipnja do 5. srpnja 2011. godine bile su na turneji na Tajvanu. 
Nastupale su na 100. godišnjici Hrvatskog nogometno saveza, na stadionu Poljud u Splitu na prijateljskoj utakmici Hrvatske i Švicarske 15. kolovoza 2012. godine. 
Od 23. srpnja do 5. kolovoza 2014. godine bile su na drugoj turneji na Martiniku.
Zagrebačke mažoretkinje su, 16. srpnja 2018. godine, bile glavni organizator dočeka u zračnoj luci i povorke do Trga bana Josipa Jelačića hrvatske nogometne reprezentacije sa Svjetskog nogometnog prvenstva u Rusiji gdje su osvojili srebrnu medalju pred 500.000 gledatelja. U listopadu 2018. godine bile su na turneji u Shanghaiu u Kini, a u studenom 2019. godine u Pekingu i Nanchangu u Kini.

## Nastupi
Do sada su održale 343 međunarodna nastupa u 24 zemlje Amerike, Europe i Azije:
- 107 nastupa u Francuskoj
- 31 u Srbiji
- 28 u Italiji
- 24 u Sloveniji
- 22 u Kini
- 21 u Austriji
- 15 na Martiniku
- 13 u Rumunjskoj
- 12 u Španjolskoj
- 12 u Bosni i Hercegovini

Ostali nastupi bili su u Belgiji, Češkoj, Njemačkoj, Mađarskoj, Luksemburgu, Monaku, Crnoj Gori, Poljskoj, Rusiji, Slovačkoj, Švicarskoj, Tajvanu, Ukrajini, Ujedinjenom Kraljevstvu. Imale su nastupe u više od 273 različita grada u Hrvatskoj i svijetu .
Zagrebačke mažoretkinje imale su 571 nastup u Hrvatskoj izvan Zagreba, a u Zagrebu 4494 nastupa. Najčešće lokacije nastupa u Zagrebu su:
- 573 nastupa na stadionu Maksimir
- 390 u Zračnoj luci "Franjo Tuđman"
- 235 na Trgu bana Josipa Jelačića
- 179 na Zagrebačkom velesajmu
- 140 u Košarkaškom centru Dražen Petrović
- 119 u Domu sportova

O Zagrebačkim mažoretkinjama napisano je više od 1500 novinskih članaka. Nastupaju za najpoznatije institucije, s najvećim hrvatskim zvijezdama i za najveće kompanije, a odrađuju protokol i ceremonijal na najvećim kongresima u Zagrebu te na najvećim svjetskim i europskim prvenstvima raznih sportova u Hrvatskoj.

## Natjecanja i titule
Zagrebačke mažoretkinje osvojile su 244 različite medalje u svim dobnim kategorijama (seniorke, juniorke i kadetkinje) na europskim, državnim, regionalnim i županijskim prvenstvima. Bile su 17 puta seniorske prvakinje Europe. Osvojile su 49 zlatnih medalja u svim dobnim kategorijama, 11 srebrnih i 1 brončanu medalju na europskom prvenstvu. Bile su 21 put seniorske prvakinje Hrvatske. Osvojile su 58 zlatnih medalja u svim dobnim kategorijama i 6 srebrnih medalja na državnom prvenstvu.

Neki od najljepših opisa Zagrebačkih mažoretkinja su:
- "Najbolje ambasadorice grada Zagreba" (gradonačelnik Zagreba Milan Bandić)
- "Jedini živući suvenir grada Zagreba" (Turistička zajednica grada Zagreba)
- "Zagrebačke lepe puce" (Hrvatska radiotelevizija)
- "One nisu samo virtuozi u plesu, već su i lijepe poput pravih Zagrepčanki" (dr. Franjo Tuđman, prvi predsjednik Republike Hrvatske)
- "Ne može se zamisliti niti jedan društveni i sportski događaj bez Zagrebačkih mažoretkinja, tih sposobnih, talentiranih i lijepih djevojaka" (Zlatko Mateša, 6. predsjednik Vlade Republike Hrvatske)
- "Jedan od najistaknutijih simbola Zagreba" (gradonačelnik Zagreba)[5]

## Uniforme

### 1993. – 1994.
Prve uniforme, od dizajna do izrade, bile su rezultat rada samih mažoretkinja i roditelja. Kombinacija boja bila je tamnoplava-svijetloplava-žuta. Predvodnička uniforma se nije razlikovala od uniformi formacije. Zbog financijskih razloga, čizme su crne boje, tj. mažoretkinje su nosile svoje vlastite čizme od velura koje su tada bile jako moderne i svaka djevojka ih je imala.

### 1994. – 1995.
U drugoj godini, uniforme su dodani akselbenderi. Predvodnička uniforma je bila obrnute kombinacije boja od ostatka formacije, a oznake činova bile su broj linija na suknji i rukavima te broj pletova na reverima. Štapovi su i dalje bili drveni u žuto-tamnoplavoj kombinaciji uz dodatak žute trakice po dužini štapa, te su trakice visjele pokraj kugli čime su opisivale kružnicu. Tada su se samo radili ne zahtjevni elementi tehniciranja štapom, tj. vrtnje osmica i kuhanje pa te trakice koje su visjele nisu smetale prilikom tehniciranja.

### 1995. – 1999.
Potpuni redizajn uniforme su doživjele 1995. godine kada je Turistička zajednica grada Zagreba tražila da se zbog popularnosti tima izrade prepoznatljive uniforme. TZGZ je financirala uniforme, a angažirala je i profesionalnu dizajnericu. Uniforme su bile rađene od vrhunskog materijala, kombinacija boja je bila kao i današnja, tamnoplava-svijetloplava-bijela. Pletovi su bili profesionalno izrađeni (habsburški plet, koji je prisutan na uniformama i danas), na ramenima su bile admiralske epolete, čizme su napravljene po uzoru na čizme bana Josipa Jelačića i nisu imale povišenu petu, a kapa je bila čako (popularni "lonci"). Razlika u činovima mažoretkinja se i dalje razlikovala prema broju traka na suknjama, ali ne više i na rukavima. Predvodnička uniforma je bila obrnutih boja od formacije, tj. prevladavala je svijetloplava, s tamnoplavim elementima te tamnoplavom kapom i suknjom.

### 1999. – 2004.
Još jedna korjenita promjena desila se pred Europsko prvenstvo mažoretkinja 1999. godine održano u Zagrebu. Pred nekoliko dizajnerica stavljen je zadatak: boje se moraju zadržati, brend mora ostati prepoznatljiv, a uniforma se mora osuvremeniti i postati ženstvenija. Na natječaju je pobijedila Matea Novosel iz Samobora, bivša dugogodišnja Zagrebačka mažoretkinja, koja je diplomirala dizajn na visokoj talijanskoj školi za dizajn. Predvodnička uniforma ostaje obrnute kombinacije boja od uniformi ostalih mažoretkinja, tj. svijetloplava kapa i sako te tamnoplava suknja. Oznake činova bile su vidljive samo na rukavu prema broj pletova, čizme su dobile 6 cm pete, a kape su dobile metalne znakove, tj. grb grada Zagreba koji su ostali na kapama svih budućih verzija uniforme. Izgubljeni su svi ukrasi koji su smetali pri tehniciranju štapom poput epoleta, čako kapa, revera, reljefnih pletova, itd. Nova verzija uniforme je ženstvenija od prethodnica kroz praćenje linija figure, strukirani sako, diskretan otvor dekoltea, visoke čizme, novi dizajne kape, itd. Također, kosa je od ove verzije uniformi podignuta i pod kapom. Boje su bile vidno izraženije naspram prethodne verzije uniformi, a izrada je bila kvalitetnija jer je korišten kvalitetniji hidrofobni materijal.

### 2004. – 2011.
Prilikom izrade novih uniformi 2004. godine, osim sakoa dugog rukava (takozvane proljetno-jesenske verzije) izrađen je i sako bez rukava (ljetna verzija) te zimska uniforma s pelerinom, hlačama i maramom. Nova uniforma dodala je još ženstveniju notu kroz praćenje linija figure, oblik kragne i dekoltea (posebno na ljetnim uniformama). Oznake činova više nisu bile reveri na rukavima, već su izrađene metalne zvjezdice koje su se stavljale na kragnu. Zvjezdice su napravljene prema uzoru na zvijezdu na grbu grada Zagreba. Predvodnička uniforma ostaje obrnute kombinacije boja od uniformi ostalih mažoretkinja, tj. svijetloplava kapa i sako te tamnoplava suknja. Posebna pažnja je bila na materijalu uniformi pa su tako ljetne uniforme bile izrađene od bitno tanjeg materijala od samo 210 grama, a zimske uniforme od materijala od 320 grama. Samim time je i produžen rok trajanja uniforme.

### 2011. - danas
Za Europsko prvenstvo mažoretkinja 2011. godine održano u Zagrebu, dizajnerica Matea Novosel dobila je zadatak da još jednom redizajnira uniforme, ali da iste ostanu prepoznatljive. Boja je bitno tamnija čime se dobilo na elegantnosti, te suknje više nisu svijetloplave nego kao i sako tamnoplavi, ali uvode se novi svijetloplavi detalji oko struka koji ističu struk te na ramenima. Dodan je veći broj paspula te je kragna atraktivnijeg izgleda. Predvodnica više nema obrnute boje uniforme, što je prvenstveno napravljeno radi protokola gdje je obrnuta boja previše odstupala, no razlikuje se po svijetloplavoj suknji i svijetloplavoj kapi s tamnoplavim detaljem što je obrnuto od uniformi ostalih mažoretkinja. Oznake činova ostaju metalne zvjezdice na kragni.

## Treneri i osoblje
Zagrebačke mažoretkinje imaju 13 trenera, 4 stalno zaposlena djelatnika u upravi, 15 povjerenika, 10 savjetnika i koreografe iz Hrvatske, Rumunjske i Francuske.

## Vanjske poveznice
- Službena web stranica Zagrebačkih mažoretkinje